# 遣渤海使
遣渤海使（けんぼっかいし）とは、渤海国使節の訪日を受けて日本が渤海に派遣した使節であり、728年から811年までの間に14回（または720年から15回。このうち759年は渤海経由の遣唐使。このほか787年、操舵手等の派遣が1回）の使節が記録に残っている。

## 背景概要
『続日本紀』によると、720年（養老4年）渡嶋津軽津司諸君鞍男（もろのきみくらお）ら6人を風俗視察のため靺鞨（まっかつ）国に派遣したとある。この靺鞨国については、津田左右吉をはじめ水本浩典、熊田亮介、石井正敏などが、北海道北部の粛慎（あしはせ）を指すとしているが、鳥山喜一、酒寄雅志、森田悌、関口明などが渤海のことであるとしており定説はない。後説によると、720年の遣使が契機となり渤海の遣日本使が実現したことになるが、反論もある。
698年に高王により建国された渤海であるが、武王の時代になると唐や新羅と外交的に対立するようになり、これらの勢力を牽制する目的で日本への遣使が計画された。渤海側の使節団は、現在のロシア沿海地方ポシェト湾近くにあるクラスキノ土城（塩州城）から日本に向かったとされる。
渤海国からの使節一行は、聖武天皇の神亀4年（727年）秋に出羽に到着し、翌年の神亀5年（728年）正月に入貢して国書を献じた。唐との関係が困難なことが窺え、また日本側も渤海が天皇の徳化により来朝したと捉え、渤海の前身であるとされた高句麗の復興と理解し、使節を厚遇し、翌728年早々に遣渤海使を派遣している。一般的には第1回の遣渤海使はこのときの遣使を指す。
新羅との関係が特に緊張していた期間（758年-763年）には、ほぼ毎年使者が往来し、759年（天平宝字3年）には恵美押勝が渤海の要請によるとも言われるが軍船394隻、兵士4万700人を動員する本格的な新羅遠征計画を立てた。この遠征は後の孝謙上皇と押勝との不和や渤海側の事情の変化等により中止されたが、文王が唐との融和を図る時代になると軍事的な意味合いは薄れ、専ら文化交流と経済活動を中心とした使節へとその性格を変化させていった。
この交流は朝貢貿易の形態を取ったため、日本側には渤海からの虎の皮等の貢物に対して数倍の回賜で応える義務が生じ、渤海側に多大な利益をもたらした一方、日本側の財政を圧迫した。そのため、使節供応と回賜のための経費が無視できない規模になった後は、使節来朝に制限を加え、日本側からの遣使は中断した。しかし渤海側からの遣使は渤海滅亡まで継続した。
『延喜式』大蔵省式によると、遣渤海使の一行は、大使、判官、録事、訳語、主神、医師、陰陽師、史生、船師、射手、卜部、雑使、船工、柂師、傔人、挟杪、水手から構成される。

## 遣渤海使一覧
| 回数 | 派遣年 | 元号(日)    | 元号(渤) | 正使名               | 天皇     | 渤海王 | 備考 | 出典     |
| ---- | ------ | ----------- | -------- | -------------------- | -------- | ------ | --- | -------- |
|      | 720年  | 養老4年     | 仁安元年 | 諸鞍男               | 元正天皇 | 武王   | 渡島（わたりしま）の津軽の津司（つのつかさ）である従七位上の諸君鞍男ら6人を靺鞨（まつかつ）国に遣わして、その風俗を視察させた。（養老4年1月23日条） | 続日本紀 |
| 1    | 728年  | 神亀5年     | 仁安9年  | 引田虫麻呂           | 聖武天皇 | 武王   | 送渤海客使。渤海国の高斉徳ら8名（大使の高仁義らは往路で死亡）の帰路に随行、6月に出発。天平2年（730年）8月に日本へ帰国、9月に天皇に渤海からの進物を献上。 | 続日本紀 |
| 2    | 740年  | 天平12年    | 大興3年  | 大伴犬養             | 聖武天皇 | 文王   | 遣渤海大使。前年の渤海副使・己珎蒙（大使の胥要徳は往路に遭難死）らの遣使に応じるため1月に任命。4月に都を出立し、10月帰国。この使節に音声（音楽）を学ぶ目的の高内弓も同行したと推測される。 | 続日本紀 |
| 3    | 758年  | 天平宝字2年 | 大興21年 | 小野田守             | 孝謙天皇 | 文王   | 遣渤海大使。副使は高橋老麻呂。先の二回は「渤海大使を送る」派遣のため、「日本から渤海への使節」としては初。任命と出発の時期は不明であるが、『万葉集』4514番の大伴家持の歌から758年2月前後と見られる。淳仁天皇に代わっていた9月、渤海使揚承慶を伴って帰国。10月28日に正副使および66人に位階を授けたことが続日本紀にあるが、後世に平城京址から「依遣高麗使廻来 天平宝字二年十月二十八日進二階叙」と記載された木簡が出土している。12月に唐での安禄山の乱（安史の乱）を報告。 | 続日本紀 |
| 4    | 759年  | 天平宝字3年 | 大興22年 | 高元度               | 淳仁天皇 | 文王   | 迎入唐大使使。高元度は高句麗王族系の渡来人。迎入唐使判官（副官）は内蔵全成。唐に残留していた"入唐大使"藤原清河を迎えに行く特使であり、安史の乱で唐が混乱していたため、渤海経由で入唐を図った。渤海に着いたのは99名。帰国する渤海使の揚承慶を伴って2月に出立して渤海入国。その後、渤海の使者と共に入唐。ただし情勢を鑑みて大使以下11名のみで唐に向かい、残った内蔵全成らは清河の上表文を携えた渤海使・高南申を伴って日本への帰国の途につく。唐での政治交渉を終えた高元度らは唐に船を建造してもらい天平宝字5年（761年）8月に帰国。清河は同行できず。『遣唐使』『渤海使』項目も参照。また渤海経由とした理由については、藤原仲麻呂が推進していた新羅征討計画を渤海国と連携して進める目的もあったとされる。 | 続日本紀 |
| 5    | 760年  | 天平宝字4年 | 大興23年 | 陽侯令璆             | 淳仁天皇 | 文王   | 送高南申使。前年に来朝した渤海使の高南申らを送り届けて11月に帰国。 | 続日本紀 |
| 6    | 761年  | 天平宝字5年 | 大興24年 | 高麗大山             | 淳仁天皇 | 文王   | 遣高麗大使。藤原仲麻呂が主導する新羅征討計画に伴い、軍事同盟を締結する目的があったとする説がある。副使・伊吉益麻呂。10月に任命され、新造船「能登」で出航したと推定される。翌年10月、渤海使王新福を伴い帰国した。航海中に病を得ていた高麗大山は帰国直後に死去。 | 続日本紀 |
| 7    | 763年  | 天平宝字7年 | 大興26年 | 多治比小耳           | 淳仁天皇 | 文王   | 送高麗人使（渡航せず）。船「能登」の腐蝕がひどく、送使判官の平群虫麻呂の意見により、史生以上の者は渡航を取り止めとなり、船師（船頭）の板振鎌束以下の者が王新福らを伴い出航した。渤海で任務を果たし、帰国する留学生高内弓とその家族、入唐僧の戒融、優婆塞1名らを伴い日本に向かったが、暴風に遭い漂流し続け隠岐島に漂着した。それでも沈まず無事着いた船「能登」には冠と従五位下の位が与えられた。この暴風漂流中に鎌束は「異国の女などが乗船しているのが原因である」として高内弓の妻の高氏、その嬰児と乳母、優婆塞による災厄と決めつけ、水手に命じて4名を海中に投げ込んだ。当然ながらこの行動に意味はなく、暴風はその後も10日止まなかった。帰国後に鎌束は罪に問われて投獄された。                         | 続日本紀 |
| 8    | 772年  | 宝亀3年     | 大興35年 | 武生鳥守             | 光仁天皇 | 文王   | 送渤海客使。前年6月に出羽国の賊地野代湊に渡来した渤海使壱万福を送る。9月に出航するも嵐で能登国に漂着した。翌年2月、渤海国副使の慕昌禄が死亡した。翌6月には渤海使の烏須弗らが能登国に到着し、高内弓の消息の確認および、壱万福らが帰国しないために再度送られた、と答弁した。773年10月には武生鳥守ら（再度出航したらしい）が渤海から帰国した。 | 続日本紀 |
| 9    | 777年  | 宝亀8年     | 大興40年 | 高麗殿継（高倉殿継） | 光仁天皇 | 文王   | 送使。前年に光仁天皇の即位の賀と渤海国王（文王・欽茂）の妃の喪を告げるため来日した渤海使史都蒙を伴い出航するも渤海辺境に漂着したため船が破損。翌年9月、渤海送使張仙寿に送られて渤海船二艘で越前国三国湊に帰国。 | 続日本紀 |
| 10   | 779年  | 宝亀10年    | 大興42年 | 大網広道             | 光仁天皇 | 文王   | 送高麗客使。778年12月に張仙寿を送るため任命されるが詳細不明。 | 続日本紀 |
|      | 787年  | 延暦6年     | 大興50年 |                      | 桓武天皇 | 文王   | 2月、渤海使李元泰に船1艘、操舵手、船頭、水手が与えられた。 | 続日本紀 |
| 11   | 796年  | 延暦15年    | 正暦2年  | 御長広岳・桑原秋成   | 桓武天皇 | 康王   | 送渤海客使。渤海使の呂定琳を送り届けるため5月任命。呂定琳と回賜品を送り届けて帰国の際に、渤海国王大嵩璘から使者派遣の打診を受けるが、朝廷から渤海使の受け入れについて許可を得ていないことを理由に辞退している。同年10月に渤海王の啓を携えて帰国。 | 日本後紀 |
| 12   | 798年  | 延暦17年    | 正暦4年  | 内蔵賀茂麻呂         | 桓武天皇 | 康王   | 遣渤海使。前回の啓（渤海国王の書状）中に両国間の遣使の渡航間隔を定めて欲しいとの申請があったことから、渡航間隔を6年とする璽書を携えて渤海国に派遣されたが、この6年間隔は渤海側に受け入れられず、日本側も後にこの制限を撤回した。799年、賀茂麻呂は「渤海国から帰国の際に漂流していたところを比奈麻治比売神（隠岐西ノ島の東北端）の霊験による火光に導かれて救われた」として、比奈麻治比売神を官社として奉幣することを言上し許されている。 | 日本後紀 |
| 13   | 799年  | 延暦18年    | 正暦5年  | 滋野船白（滋野船代） | 桓武天皇 | 康王   | 押送。渤海使の大昌泰を送るため4月に出発、9月に帰国。 | 日本後紀 |
| 14   | 811年  | 弘仁2年     | 永徳2年  | 林東人               | 嵯峨天皇 | 定王   | 送渤海客使。渤海使の高南容を送るため4月に出発、10月に帰国。 | 日本後紀 |

13回説では第4回を除き、15回説では787年（又は720年）を含む。